# IGA Tennis Classic 1996
IGA Tennis Classic 1996 — жіночий тенісний турнір, що проходив на закритих кортах з твердим покриттям The Greens Country Club в Оклахома-Сіті, США. Належав до турнірів 3-ї категорії в рамках Туру WTA 1996. Відбувся водинадцяте і тривав з 20 до 25 лютого 1996 року. Друга сіяна Бренда Шульц-Маккарті здобула титул в одиночному розряді.

## Фінальна частина

### Одиночний розряд
Бренда Шульц-Маккарті —  Аманда Кетцер 6–3, 6–2
- Для Шульц-Маккарті це був 1-й титул за рік і 10-й — за кар'єру.

### Парний розряд
Чанда Рубін /  Бренда Шульц-Маккарті —  Катріна Адамс /  Деббі Грем 6–4, 6–3
- Для Рубін це був 2-й титул за сезон і 5-й — за кар'єру. Для Шульц-Маккарті це був 2-й титул за сезон і 11-й — за кар'єру.